# 中野純
中野 純（なかの じゅん、1961年 - ）は、「体験作家」と名乗る文筆家、夜の山や街を歩く「闇歩きガイド」、あるいは「ナイトハイカー」。
妻はストリート・ファッション研究者の大井夏代。夫妻でともに、自主制作レーベル「有限会社さるすべり」、及び、少女漫画専門の私設図書館「少女まんが館」を主宰している。

## 著書

### 単著
- 『日本人の鳴き声』（NTT出版、1993年5月）
- 『ヒトの鳴き声ーホーミーと牛とマッキントッシュ』（NTT出版、1998年5月）
- 『闇を歩く』（アスペクト、2001年7月）
- 『月で遊ぶ』（アスペクト、2004年10月）
- 『闇を歩く』（光文社「知恵の森文庫」　2006年6月）
- 『図解「月夜」の楽しみかた24』（講談社「講談社＋α文庫」、2008年7月）
- 『東京「夜」散歩ー奇所、名所、懐所の「暗闇伝説」』（講談社、2008年11月）
- 『東京洞窟厳選100 穴があったら入りたい!「地底の別世界」』（講談社、2009年12月）
- 『庶民に愛された地獄信仰の謎 小野小町は奪衣婆になったのか』（講談社、2010年10月）
- 『闇と暮らす。：夜を知り、闇と親しむ』（誠文堂新光社、2012年7月）
- 『「闇学」入門』（集英社新書、2014年1月）

### 共著
- 『逢魔が時』（写真・中里和人、文・中野純、ピエ・ブックス、2003年10月）
- 『長屋迷路』（写真・中里和人、文・中野純、ピエ・ブックス、2004年11月）
- 『夜旅』（写真・中里和人、文・中野純、河出書房新社、2005年9月）
- 『東京サイハテ観光』（写真・中里和人、文・中野純、交通新聞社、2008年1月）
- 「夜へ行こう」（写真・中里和人、文・中野純、福音館書店、『月刊たくさんのふしぎ』2008年5月号）
- 『少女まんがは吸血鬼でできている 古典バンパイア・コミックガイド』（共著・中野純　大井夏代、方丈社、2019年1月）